# 宁夏回族自治区人民政府
宁夏回族自治区人民政府，是中华人民共和国宁夏回族自治区的省级地方行政机关和自治机关。由宁夏回族自治区人民代表大会选举产生，每届任期五年。

## 沿革
1958年10月25日，宁夏回族自治区成立，甘肃省银川专区相应撤销，宁夏各县改由自治区直属。宁夏为中国的五大省级少数民族自治区之一。

## 职权
根据《中华人民共和国地方各级人民代表大会和地方各级人民政府组织法》第七十三条，县级以上的地方各级人民政府行使下列职权：
1. 执行本级人民代表大会及其常务委员会的决议，以及上级国家行政机关的决定和命令，规定行政措施，发布决定和命令；
2. 领导所属各工作部门和下级人民政府的工作；
3. 改变或者撤销所属各工作部门的不适当的命令、指示和下级人民政府的不适当的决定、命令；
4. 依照法律的规定任免、培训、考核和奖惩国家行政机关工作人员；
5. 编制和执行国民经济和社会发展规划纲要、计划和预算，管理本行政区域内的经济、教育、科学、文化、卫生、体育、城乡建设等事业和生态环境保护、自然资源、财政、民政、社会保障、公安、民族事务、司法行政、人口与计划生育等行政工作；
6. 保护社会主义的全民所有的财产和劳动群众集体所有的财产，保护公民私人所有的合法财产，维护社会秩序，保障公民的人身权利、民主权利和其他权利；
7. 履行国有资产管理职责；
8. 保护各种经济组织的合法权益；
9. 铸牢中华民族共同体意识，促进各民族广泛交往交流交融，保障少数民族的合法权利和利益，保障少数民族保持或者改革自己的风俗习惯的自由，帮助本行政区域内的民族自治地方依照宪法和法律实行区域自治，帮助各少数民族发展政治、经济和文化的建设事业；
10. 保障宪法和法律赋予妇女的男女平等、同工同酬和婚姻自由等各项权利；
11. 办理上级国家行政机关交办的其他事项。

## 机构设置
根据《宁夏回族自治区机构改革方案》，除宁夏回族自治区人民政府办公厅外，宁夏回族自治区人民政府设置组成部门24个，直属特设机构1个，直属机构9个，部门管理机构4个。
宁夏回族自治区人民政府设置下列机构：
- 宁夏回族自治区人民政府办公厅

### 组成部门
- 宁夏回族自治区发展和改革委员会
- 宁夏回族自治区教育厅
- 宁夏回族自治区科学技术厅
- 宁夏回族自治区工业和信息化厅
- 宁夏回族自治区民族事务委员会
- 宁夏回族自治区公安厅
- 宁夏回族自治区民政厅
- 宁夏回族自治区司法厅
- 宁夏回族自治区财政厅
- 宁夏回族自治区人力资源和社会保障厅
- 宁夏回族自治区自然资源厅
- 宁夏回族自治区生态环境厅
- 宁夏回族自治区住房和城乡建设厅
- 宁夏回族自治区交通运输厅
- 宁夏回族自治区水利厅
- 宁夏回族自治区农业农村厅
- 宁夏回族自治区商务厅
- 宁夏回族自治区文化和旅游厅
- 宁夏回族自治区卫生健康委员会
- 宁夏回族自治区退役军人事务厅
- 宁夏回族自治区应急管理厅
- 宁夏回族自治区审计厅
- 宁夏回族自治区人民政府外事办公室
- 宁夏回族自治区市场监督管理厅

（工业和信息化厅挂国防科学技术工业办公室、中小企业发展局牌子；民族事务委员会挂宗教事务局牌子；文化和旅游厅加挂文物局牌子；卫生健康委员会挂中医药管理局牌子；自治区外事办公室与中共宁夏回族自治区委员会外事工作委员会办公室一个机构两块牌子，同时纳入中共自治区委直属机构序列；市场监督管理厅挂知识产权局牌子。）

### 直属特设机构
- 宁夏回族自治区人民政府国有资产监督管理委员会

### 直属机构
- 宁夏回族自治区广播电视局
- 宁夏回族自治区体育局
- 宁夏回族自治区统计局
- 宁夏回族自治区地方金融管理局
- 宁夏回族自治区信访局
- 宁夏回族自治区国防动员办公室（副厅级）
- 宁夏回族自治区医疗保障局（副厅级）
- 宁夏回族自治区机关事务管理局

（地方金融管理局牌子挂在中共宁夏回族自治区委员会金融委员会办公室，同时加挂中共宁夏回族自治区委员会金融工作委员会牌子，纳入中共自治区委机构序列；国防动员办公室挂人民防空办公室牌子）

### 部门管理机构
- 宁夏回族自治区粮食和物资储备局（副厅级），由自治区发展改革委管理。
- 宁夏回族自治区监狱管理局（副厅级），由自治区司法厅管理。
- 宁夏回族自治区林业和草原局（副厅级），由自治区自然资源厅管理。
- 宁夏回族自治区药品监督管理局（副厅级），由自治区市场监管厅管理。

### 派出机构
- 宁东能源化工基地管理委员会
- 贺兰山东麓葡萄酒产业园区管理委员会
- 宁夏回族自治区人民政府驻北京办事处
- 宁夏回族自治区人民政府驻上海办事处
- 宁夏回族自治区人民政府驻广东办事处
- 宁夏回族自治区人民政府驻福建办事处

### 直属事业单位
- 宁夏广播电视台
- 宁夏回族自治区供销合作社联合社
- 宁夏回族自治区人民政府研究室
- 宁夏回族自治区地质局
- 宁夏教育考试院
- 宁夏回族自治区社会保险事业管理局
- 宁夏回族自治区人民医院
- 宁夏医科大学总医院
- 中国国际贸易促进委员会宁夏回族自治区委员会

（宁夏贸易促进委员会加挂中国-阿拉伯联合商会联络办公室牌子）
直属高等学校
- 宁夏农林科学院
- 宁夏社会科学院
- 宁夏大学
- 宁夏医科大学
- 宁夏职业技术学院
- 宁夏师范大学
- 宁夏工商职业技术学院（副厅级）
- 宁夏财经职业技术学院（副厅级）
- 宁夏建设职业技术学院（副厅级）
- 宁夏警官职业学院（副厅级）
- 宁夏葡萄酒与防沙治沙职业技术学院（副厅级）

## 历任领导
| 主席 - 马 信（1979年2月－1983年2月） - 黑伯理（1983年2月－1986年7月） - 白立忱（1986年7月－1997年9月） - 马启智（1997年9月－2007年5月） - 王正伟（2007年5月－2013年3月） - 刘 慧（2013年3月－2016年7月） - 咸 辉（2016年7月－2022年5月） - 张雨浦（2022年5月至今） 常务副主席 …… - 齐同生（2007年6月－2013年1月） - 刘 慧（2013年1月－2013年3月） - 袁家军（2013年4月－2014年8月） - 张超超（2014年12月－2021年4月） - 赵永清（2021年6月－2022年6月） - 陈春平（2022年6月至今） 秘书长 …… - 左 军（2007年9月－2013年1月） - 王紫云（2013年2月－2018年1月） - 房全忠（2018年2月－2022年1月） - 马金元（2022年1月至今） | 副主席 …… - 郑小明（2003年1月－2008年5月） - 张来武（2003年1月－2008年8月） - 郝林海（2007年5月－2013年1月） - 李 锐（2008年1月－2016年12月） - 姚爱兴（2008年1月－2018年1月） - 屈冬玉（2011年5月－2015年6月） - 白雪山（2013年1月－2015年11月） - 王和山（2013年1月－2023年1月） - 马廷礼（2013年7月－2015年4月） - 马 力（2015年5月－2018年1月） - 曾一春（2015年9月－2016年12月） - 刘可为（2016年3月－2023年1月） - 马顺清（2017年3月－2018年11月） - 马汉成（2018年1月－2021年5月） - 杨培君（2018年1月－2022年1月） - 杨 东（2019年1月－2023年1月） - 吴秀章（2019年2月－2023年8月） - 赖 蛟（2020年3月－2021年9月） - 王道席（2021年3月－2022年12月） - 赵永清（2021年6月－2023年1月） - 买彦州（2022年6月至今） - 王 立（2023年1月至今） - 刘 军（2023年1月至今） - 冼国义（2023年1月－2025年1月） - 马宗保（2023年1月至今） - 徐 耀（2023年7月－2024年12月） - 褚 伟（2025年5月至今） |